# SMED
SMED (ang. Single Minute Exchange of Die) – szybkie przezbrojenie (dosłownie: przezbrojenie w jednocyfrowej liczbie minut).
Czas przezbrojenia decyduje o elastyczności systemu produkcyjnego. Im krótszy, tym mniejsze straty w oczekiwaniu na przezbrojenie i ustawienie maszyn (maszyny), a więc tym mniejsze partie produktów można produkować opłacalnie.
SMED to zarówno nazwa metody szybkiego przezbrajania, jak i metodologii osiągania czy też wdrażania tej metody. SMED jest elementem tzw. kompleksowych systemów zarządzania (operacyjnego), takich jak Total Productive Maintenance czy System Produkcyjny Toyoty (szczupłe zarządzanie, lean manufacturing).
Istota metody krótkiego przezbrojenia:
1. Jak najwięcej czynności wykonać poza samą maszyną, w czasie gdy ona jeszcze pracuje. Na przykład jeśli przezbrojenie polega na wymianie matrycy lub formy oraz podgrzaniu jej, to wstępne podgrzewanie należy urządzić przed wymianą. Jeśli trzeba wymienić dysze na stelażu i wyregulować je, to należy zrobić to na stelażu zapasowym, zawczasu, aby można było zatrzymać maszynę tylko na krótki czas wymiany całego uzbrojonego stelaża.
2. Gdzie tylko to możliwe, zastosować mocowanie „jednym ruchem”. Na przykład zatrzaski zamiast śrub (do mocowania osłony itp.). Podobnie - uchwyt bagnetowy z wykrojnikami czy innymi końcówkami roboczymi.

Istota metodologii osiągania krótkiego czasu przezbrojenia:
1. Przeprowadzić bardzo dokładną obserwację rzeczywistego procesu przezbrojenia, aby zarejestrować wszystkie czynności.
2. Podzielić czynności na te, które koniecznie trzeba wykonać na zatrzymanej maszynie, oraz te, które można wykonać na zewnątrz, bez zatrzymywania maszyny.
3. Krok po kroku przeprojektowywać proces przezbrajania, wyprowadzając na zewnątrz kolejne fragmenty tego procesu.
4. Przeprojektować elementy mocujące i regulacyjne itd., którymi trzeba operować przy wyłączonej maszynie.

UWAGA: Punkty 1 i 2 można najpierw zrealizować, dokonując obserwacji bezpośrednio oraz rejestrując czynności na papierowym formularzu. Jednakże aby w pełni wykorzystać możliwości metodologii, standardowo stosuje się filmowanie procesu przezbrajania i analizę filmu klatka po klatce.
Fabryki stosujące SMED standardowo osiągają 8-minutowy czas przezbrajania nawet wielkich wielotonowych pras.
Dalszy rozwój SMED przyczynił się do powstania kolejnych jeszcze wyższych standrdów takich jak:
- SMED MTM - dobrym rozwiązaniem jest połączenie metody SMED z zasadą ekonomiki ruchów elementarnych. Zasada ekonomiki ruchów elementarnych pozwala jeszcze precyzyjniej i dokładniej opracować optymalną metodę przezbrojenia dla czynności wewnętrznych, wyliczenie opłacalności wdrożenia niezbędnych zmian i ostatecznie wprowadzenie ich jako standard.
- OTED (One-Touch Exchange of Die) - odmiana SMED zakładająca przezbrojenie w czasie krótszym niż 100 sekund lub nawet dosłownie, interpretując przezbrojenie jednym dotknięciem.

Najlepszym rozwiązaniem jest przezbrojenie bez zatrzymywania procesu, które jest wykonywane w czasie czynności wymiany elementów przetwarzanych w danej maszynie. Rozwiązanie takie w rzeczywistości występuje znacznie rzadziej niż SMED ze względu na wysokie nakłady inwestycyjne wynikające z automatyzacji procesu przezbrajania. Zamiast nazwy One-Touch Exchange of Die spotyka się czasem nazewnictwo Zero Minute Exchange of Die.